# Principe de standardisation
Pour les articles homonymes, voir Standardisation.
En analyse non standard, le principe de standardisation permet de construire des ensembles standard à partir de prédicats externes.

## Énoncé
Si A est un ensemble standard et p(x) est un prédicat dépendant d'une variable x dans A, on est en droit de considérer :
{\displaystyle B=\{x\in A,p(x)\}}
Malheureusement B n'est pas en général un ensemble standard. Le principe de standardisation affirme l'existence d'un ensemble standard {\displaystyle St(B)} appelé standardisé de B dont la collection des éléments standard est exactement la collection des éléments standard de B.
Par le principe d'extensionnalité non standard, cet ensemble standard {\displaystyle St(B)} est uniquement défini et est nécessairement une partie de A.
Il n'existe aucune relation d'inclusion entre B et {\displaystyle St(B)}.

## Standardisation d'une application
Si A et B sont des ensembles standard et {\displaystyle f:A\rightarrow B} une application non standard, il existe une unique application standard {\displaystyle g:A\rightarrow B} coïncidant avec f sur tous les éléments standard de A.